# Ново-Петрово (Смоленская область)
Ново-Петрово — деревня в Рославльском районе Смоленской области России. Входит в состав Костырёвского сельского поселения. Население — 23 жителя (2007 год). 
Расположена в южной части области в 26 км к северо-востоку от Рославля, в 1 км севернее автодороги Р137 Сафоново — Рославль. В 23 км юго-западнее деревни расположена железнодорожная станция Крапивенская на линии Смоленск — Рославль. 

## История
В годы Великой Отечественной войны деревня была оккупирована гитлеровскими войсками в августе 1941 года, освобождена в сентябре 1943 года.